# Dunaharaszti
Dunaharaszti (németül: Harast) város Pest vármegyében, a Szigetszentmiklósi járásban, a budapesti agglomerációban. Népességét tekintve a vármegye kilencedik, a járás második legnagyobb városa.  A térség történelmi emlékekben leggazdagabb városai közé tartozik. Budapesttől mintegy 20 kilométerre, délre, Kecskeméttől 70 kilométerre, északnyugatra található.

## Fekvése
Az Alföldön, a Csepeli-sík és a Pesti-hordalékkúpsíkság határán, a Ráckevei-Duna bal partján, a budapesti agglomeráció dél-pesti részén helyezkedik el. Közvetlenül határos Budapest XXIII. kerületével, a főváros belső kerületeitől mintegy 17 kilométerre helyezkedik el. Déli határszélén kezdődik a Duna–Tisza-csatorna.
Mindössze négy települési szomszédja van: észak felől Budapest, délkelet felől Alsónémedi, dél felől Taksony, nyugat felől pedig Szigetszentmiklós; ez utóbbitól természetes határként a Ráckevei-Duna választja el.

## Közlekedése
A város területén, a lakott terület északi részén áthalad az M0-s autóút, központját kelet felől elkerülve a Budapest-Baja közti 51-es főút, központján pedig végighúzódik az 510-es főút is, ezek révén az ország minden részéről könnyen megközelíthető. Szomszédai közül Alsónémedivel az 5201-es út köti össze.
A hazai vasútvonalak közül a H6-os HÉV és a MÁV 150-es számú Budapest–Kelebia-vasútvonala is érinti, mindkettőnek két-két megállási pontja van a városban: a HÉV-nek Dunaharaszti felső megállóhely és Dunaharaszti külső HÉV-állomás, a vasútnak pedig Dunaharaszti vasútállomás és Dunaharaszti alsó megállóhely. Dunaharasztin számos helyközi és távolsági autóbusz megáll, de Dunaharasztinak saját városi autóbusz-közlekedése van.

## Nevének eredete
Haraszti nevét valószínűleg a térségben nagyon elszaporodott vízinövényről, a Carex Nodosa-ról kapta. A középkorban a környék lakói Harasztoserdőként említették. V. István Silva Harost-ként említette a települést.

## Története
A terület már a bronzkor óta lakott. A római korban egy kereskedelmi út vezetett át a térségen. A IV. században a határok védelmével megbízott légióknak egy táborhelye volt itt, melyet Transaquincumnak is neveztek. E táborhely Diocletianus császárnak 293-ban kiadott rendeletére épült és a IV. század végéig állt fenn.
110-ben jelennek meg először a Csepel-szigeten a római katonák. A Duna akkoriban egy fontos határvonal volt, a Duna csepel-szigeti oldalán a rómaiak, a dunaharaszti oldalán pedig a nomádok éltek. Az akkor még alig lakott környéken kikövezett kereskedelmi utat hoztak létre, a mai M0-s autóút közelében. 293-ban Diocletianus császár elrendelte, hogy a mai Dunaharaszti határába egy erődöt építenek, amit a korabeli római térképeket Transaquincumnak neveztek. Az erőd ezután nem sokáig létezett, a IV. században a gepidák ostromolták és elpusztították. Nem sokkal később a gepidák és egyéb germán törzsek meghódították a Duna mai Dunaharaszti felőli oldalát. 476-ban a keleti gótok kiszorítják a térségből a rómaiakat, az utolsó nyugat-római császár, Flavius Romulus Augustus kivonul a helyszínről. Ezután a gepidák és keleti gótok felosztják egymás között a területeket, a mai Dunaharaszti területe a gepidáké, a Duna túlsó partja pedig a keleti gótoké lesz. 526-ban Nagy Teuderik keleti gót király idejében a bevonuló longobárdok kiszorítják a Duna-Tisza közéből a gepidákat és a gótokat. Később a hunok, akik egészen Aquileiáig hódítottak. A viszonylag rövid ideig tartó hun uralom fejlődést hozott a Haraszti területén lévő katonai telepre. A magyarokkal rokon hunok után az avarok lettek a Duna-Tisza közének urai. Az avar uralom végén Magyarország területét szinte mindenhol szláv-ajkú népek tartották megszállva, így a vármegye a Szvatopluk vezetése alatt álló Morva-fejedelem tartománya volt.
A honfoglalás időszaka után bevonultak a magyarok a területre. Árpád fejedelemnek a hely nagyon megtetszik a termékenysége és a Duna miatti védhetőség miatt. Ebben az a fejedelem lovasai 904-ben egy évre megtelepültek a területen. Ekkoriban Dunaharaszti és Taksony egy mocsaras vidék volt, a Soroksártól eredő patak egy ideig szigetté formálta a helyet. Árpád fejedelmi udvara és a főnemesek körében a mai Dunaharaszti és a Csepel-sziget népszerű katonai bázisnak számított. Ez a katonai központ a Mohácsi csatáig működött. A terület később a "királynék birtoka" lett, többek között 1281-ben IV. László feleségéé, Anjou Izabelláé, majd 1293-ban Fenenna királynéé, 1435-ben Cilley Borbáláé, 1439-ben Luxemburgi Erzsébeté, majd Mátyás király anyjáé és első feleségéé, 1481-től Mátyás második feleségéé, Aragóniai Beatrixé lesz. A hely Mátyás király idejében a térség legnagyobb, iskolával is rendelkező települése volt.
A középkori Haraszti Fejér vármegye Solti székjébe tartozott, a Turjánvidéki egység határa volt.
1695-ben rövid ideig Heiszler tábornoké lesz a terület, majd halála után Zentai Győzőé, Savoyai Jenő hercegé, majd Mária Terézia lányáé, Mária Krisztináé, aki Albert Kázmér szász-tescheni herceg felesége lett.

### A város mai formájának kialakulása

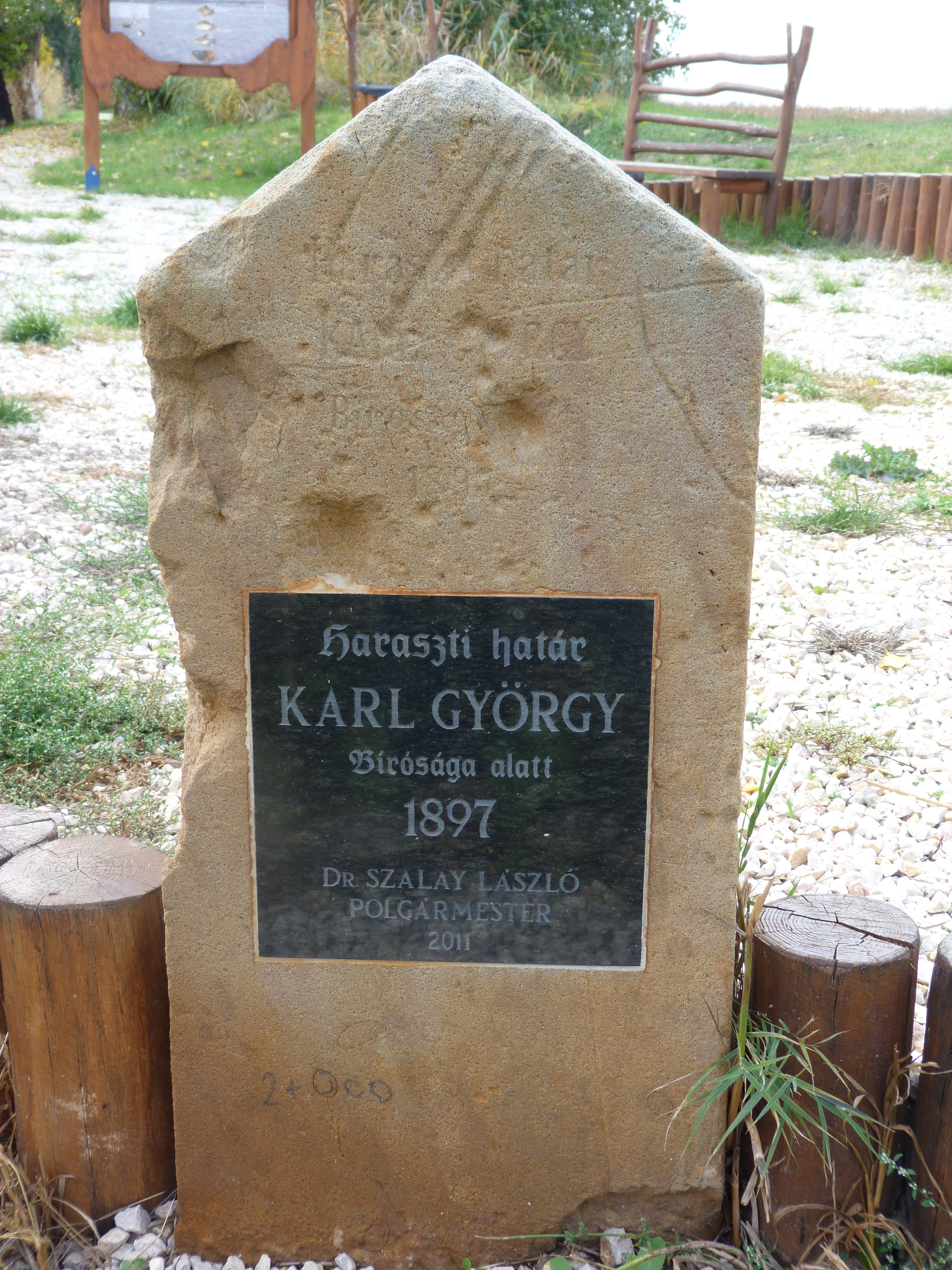
Karl György bírósága alatt a haraszti határ

Haraszti a XIV. század folyamán az Imreghy-család birtokába kerül, de 1453-ban az Imreghy család férfiágú örökös hiányában kihal. Utána a Gecsey-család lesz a birtokos, 1482-ben Gecsey Esthre Kálmán a község felét Nagylucsei Orbán győri püspöknek adja el. Akkoriban terjeszkedni kezd a községben egy gazdag főúr, Haraszthy Ferenc, szörényi bán, aki eredetileg Soroksáron volt birtokos. Haraszthy Ferenc II. Ulászló királytól nyerte el a Haraszti község nevét a családi nevének használatára. Haraszthy Ferenc 1526-ban a Mohácsi csatában meghal. Ezután Magyarország három részre szakad, a törökök feldúlják a települést, ekkor Haraszti nagy része elpusztul, szinte teljesen elnéptelenedik. Fellendülést hozott a település életében, hogy a törökök kivonulása után 1694-ben Ráday Gáspár lett a község nagybirtokosa, a település egy kisebb részét Forster Kristóf és Semléki Ádám birtokolták. 1701-től Koroncsay János és Battik péter voltak Haraszti birtokosai. Ekkor a török és a kuruc háborúk után a Buda környéki településekbe elindult a betelepítés, Harasztiba ekkor történt a sváb földművesek betelepítése. 1720-ban Harasztiba és Taksonyba, majd 1724-ben Grassalkovich Antal telepíti be Soroksárra a svábokat. Grassalkovich ezután a szatmári békekötés után szervezett Újszerzeményi Bizottságnak lesz az elnöke. Az Újszerzeményi Bizottság feladata az volt, hogy a török hódoltság során elpusztult birtokokat visszaadja régi jogos tulajdonosának, ha bizonyítani tudták jogigényüket. A kuruc érzelmű családok sohasem kapták vissza a birtokot.
1716-ban családjával Harasztira költözik báró Laffert Ferdinánd Antal, ekkor egy barokk stílusú kastélyt építtet magának és a családja számára, a Laffert-kúriát. 1737-ben a belga-flamand származású báró Laffert Nándor Altal, Haraszti egyik földbirtokosa, aki apjával az osztrák hadseregben szolgált, így kapta a birtokot.
Vályi András leírása a városról 1799-ből:
```
HARASZTI.
 Német falu Pest Várm. földes Urai B. Lafert Urak, kiknek helyben szép lakó épűlettyek van, hozzá való ékes jó nemű gyümöltsös kertel eggyütt, a’ házak szép rendes sorral vagynak építtetve, és az útszák fákkal ki ültetve, erdője van mind a’ Duna partyán, mind által ellenében fekvő Duna szigetében, vendég fogadója is van, a’ dunán malmai, és deszka kereskedése. Lakosai katolikusok, fekszik a’ Duna mellett, Soroksárhoz 1/2 mértföldnyire, határja homokos, mindazáltal jó rozsot, és tavaszit hoz, kevés bort terem, hanem sert jót szoktak fözni itten.
[
7
]
```

### XIX. század
1830-ban megépül a Laffert-család második kastély, majd 1864 után a Földváry-család kastélya lesz. Báró Laffert Nándor Altal unokájának, báró Laffert Ignácnak és feleségének közös lányát, Izabellát 1845-ben Földváry Móric kamarás veszi el feleségül. Laffert Ignác halála után, 1853-ban kerül Haraszti a Földváry-család birtokába. 1882. december 5-én átadták a vasútvonalat, ami Budapestet Szabadkával kötötte össze, ez ma a 150-es vasútvonal, ezzel megindult Dunaharaszti közlekedési fejlődése. Ezután a település a fellendülését a HÉV-vonal kiépítésének köszönheti, amely 1887. november 24-ére eléri Harasztit. Ekkortól üdülőhely, gyorsan polgárosodott, gyárak és kúriák épültek. A településről már az alsóbb néposztály is tudott Budapestre, vagy Szigetszentmiklós irányába utazni.
1900-ban a település felveszi a Dunaharaszti nevet.

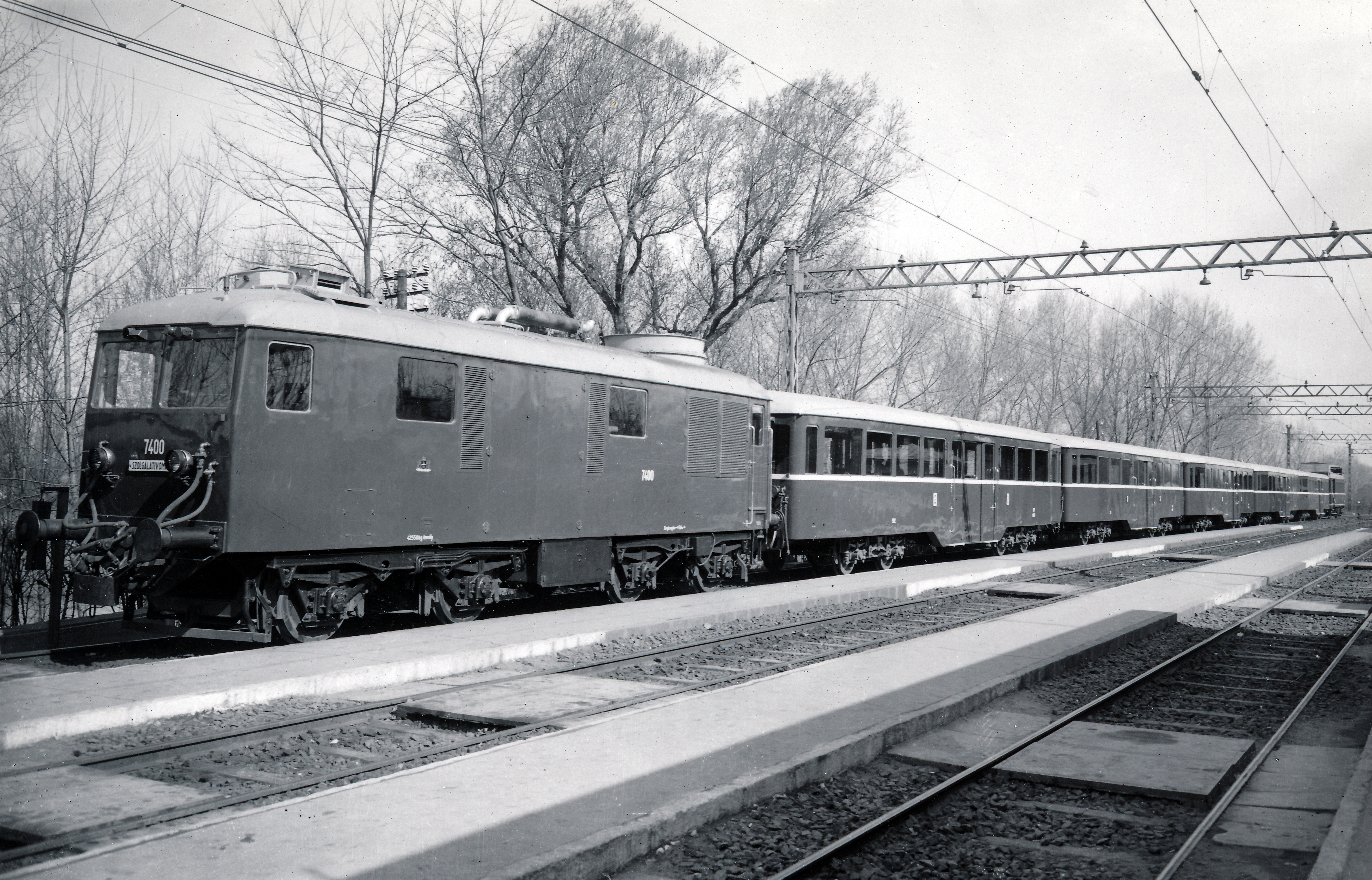
HÉV szerelvény Dunaharasztiban, 1943-ban.

### XX. század
Dunaharaszti a 20. században indult óriási fejlődésnek. A lakossága növekedni kezdett, sorra épültek a kúriák és a lakóházak, egyre több szolgáltatás kezdte meg működését. 1903-ban a papság és a hívők örömére átadják a Szent István római katholikus templomot, amely a település egyik jelképévé válik
1908-ban a képviselőtestület a közlekedésügyi és kereskedelemügyi miniszterhez fordult, kezdeményezték Dunaharasztin vasútállomás építését. 1913-ban döntést hoztak az állomás helyéről, valamint a gyalogos és közúti forgalom megoldásáról. Az elkészült tervek tartalmazták a Laffert-kúria mai aluljárós megoldását is. Jórészt a mai formában épült meg az állomás földszint + kétemeletes épülete, a rakodó és raktárterület valamint az aluljáró, amely 1916-ban került átadásra.
1926 őszén a Dunaharaszti Hősi Halottak Szoborbizottsága megbízta Dedinszky Elemér szobrászművészt, hogy pályanyertes gyönyörű művét, a halálosan sérült honvéd megrázó alakját a Hősi Emlék részére kőbe öntse. Így született meg községünk hősi emlékműve Dedinszky és Schmidt helyi szobrászok munkája nyomán. A szobrot 1927. október 30-án leplezte le József főherceg az Erzsébet utcával szemben a Fő út Duna felőli oldalán a szigetre vezető lejárónál.
A község közepén egy ingoványos terület volt, amit feltöltöttek, kialakítottak egy Hősök terét és parkosítás keretében „az 1914-18-as I. világháború haraszti hősi halottai mindegyikének emlékére egy-egy fát ültettek a tér útjai mentén és a fa elé ovális alakú domborúan zománcozott táblát helyeztek el. A táblán a hősi halott neve, születési és halálozási évszáma szerepelt.
A liget elkészülte után a hősi emlékművet korábbi helyéről áthelyezték a Hősök terére. A Hősök tere és az országzászló 1937. szeptember 26-án lett felszentelve. A szobrot 2018-ban felújították, az utólag ráhelyezett II. világháborús és az 1956-os forradalomra emlékező márványtáblákat leszerelték.

1950-ben a megyerendezéskor a központi járás településeit Budapesthez csatolták, kivéve Dunaharasztit. Dunaharasztit ekkor a Ráckevei járáshoz osztották be.

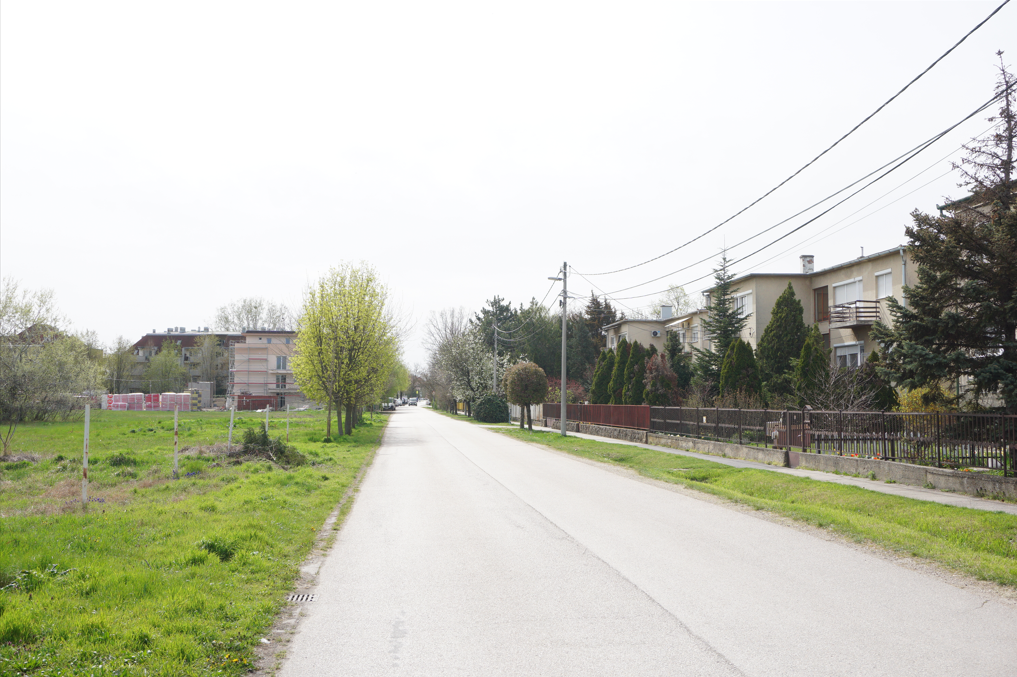
Dunaharaszti egy lakótelepe, a Baktay-lakótelep.

Nyilvános könyvtár 1954 óta van a településen. A könyvtár mai épülete 1998-ban épült a Baktay Ervin téren. A városi könyvtár előtti téren található buszmegállót a Nyári A. Ildikó által tervezett szobor teszi szebbé. A könyvtár gyűjteménye meghaladja a 70 ezer könyvet, valamint hírlapok, folyóiratok, CD-DVD lemezek is megjelennek.
1956. január 12-én földrengés következett be Dunaharasztiban, helyi idő szerint 06:46-kor. Az 5,6-es erősségű rengés következtében két ember vesztette életét, 38-an megsérültek, ugyanakkor Dunaharasztiban 3144 lakóház megrongálódott a település 3500 épülete közül. A rengések erejét Dunaharaszti, Soroksár és Taksony településeken is érezni lehetett. Dunaharasztiban és Taksonyban mintegy 50-60 sírkő kidőlt, az ásott kutakat homok töltötte fel, Taksonyban iszapkráter és egy 3 cm széles repedés keletkezett.

1958. április 4-én elindul a helyi tömegközlekedés, amely további fejlődést eredményezett. Dunaharaszti a nagysága és fekvése miatt az agglomeráció alközpontjává fejlődött. Az 1971-es agglomerációs kormányhatározat a budapesti agglomeráció VIII. számú alközpontjává nyilvánította. Így öt kisebb település - Taksony, Alsónémedi, Majosháza, Délegyháza, Dunavarsány - vezető településévé vált.

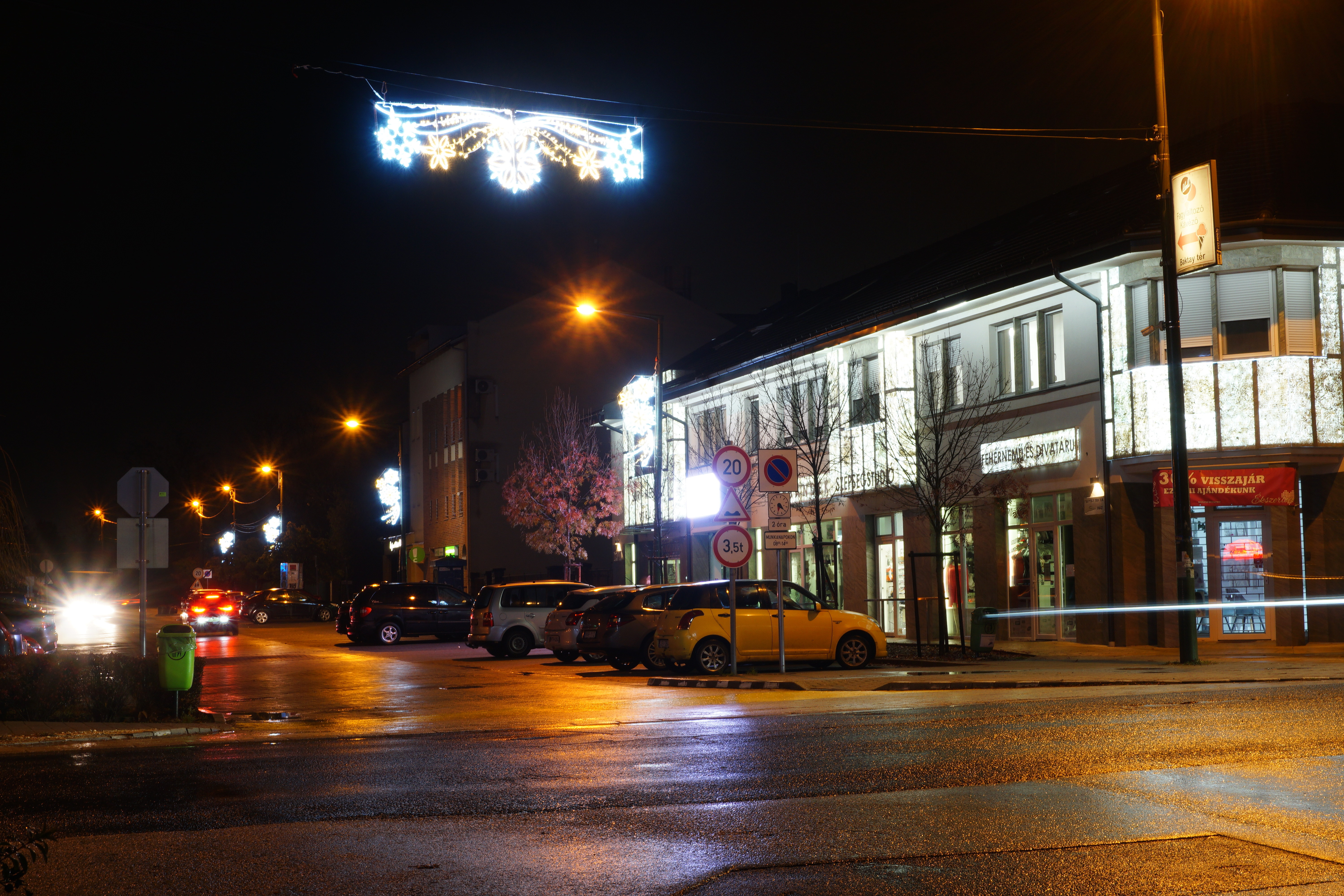
Baktay Ervin tér 2023-ban, Karácsonyi kivilágítással.

Dunaharaszti a nagy fejlődésének és a lakosság nagymértékű növekedésének hatására a Pest megyei tanács 13/1970, számú határozata alapján a település 1970. április 1-jei hatállyal nagyközségi rangot kapott.
2000. július 1-jétől Dunaharaszti városi címet kapott.

### XXI. század
2000-ben, a várossá avatás után rohamosan kezdett növekedni az életszínvonal és az új lakások száma, ami ismételten népességnövekedést eredményezett. Ekkor alakul ki a Baktay Ervin tér, sok új városrész indul fejlődésnek és új lakott területek jönnek létre. Ilyen például a Bezerédi-lakópark. 2011-ben átadják a felújított Laffert-kúriát, amely a város közösségi és kulturális életének színtere lesz.

## Dunaharaszti belvárosa

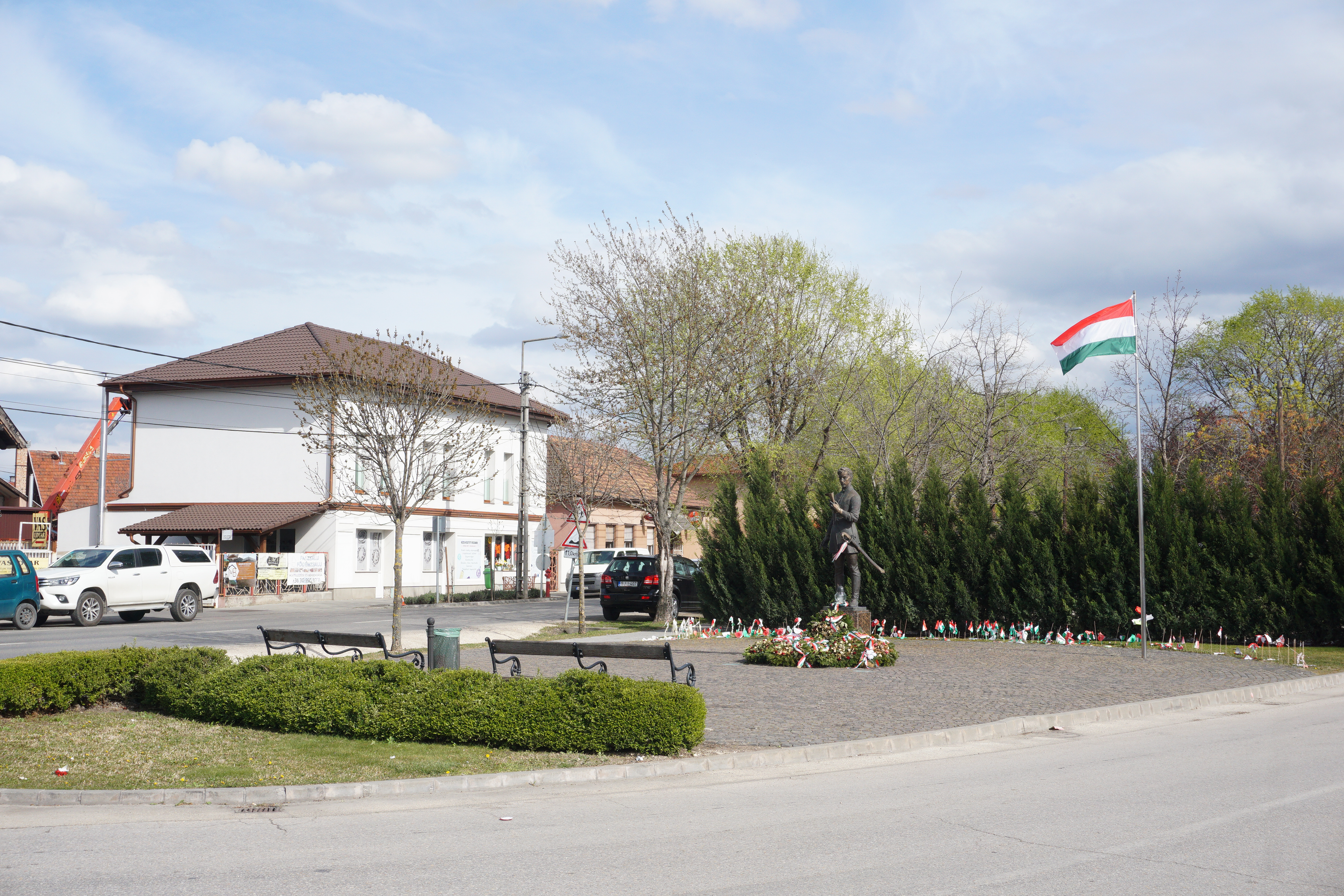
Dunaharaszti, Petőfi Sándor tér.
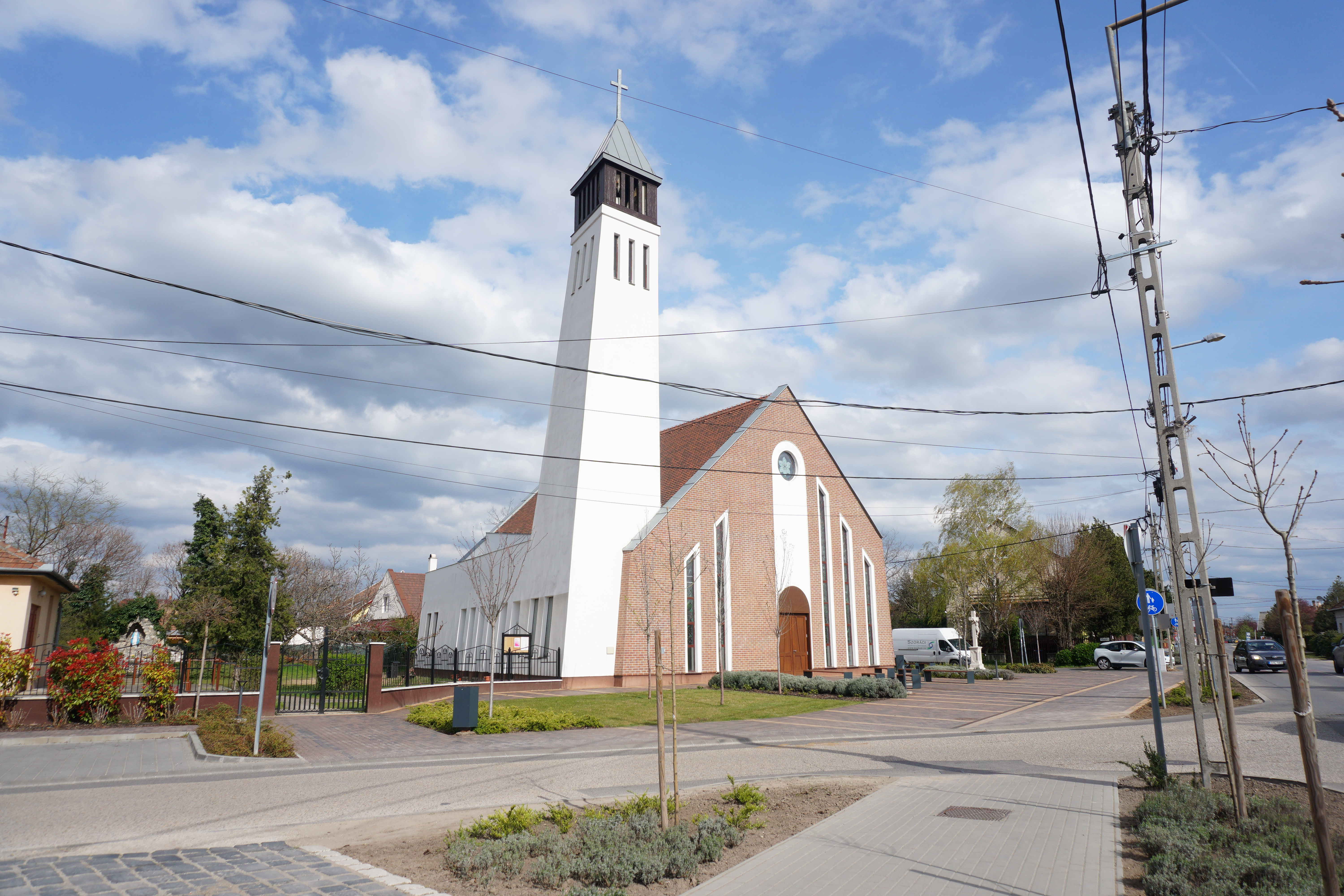
Dunaharaszti, 2021-ben átadott Szent Imre templom. Az 1928-ban épült, 1944-ben felrobbantott templom helyén áll.
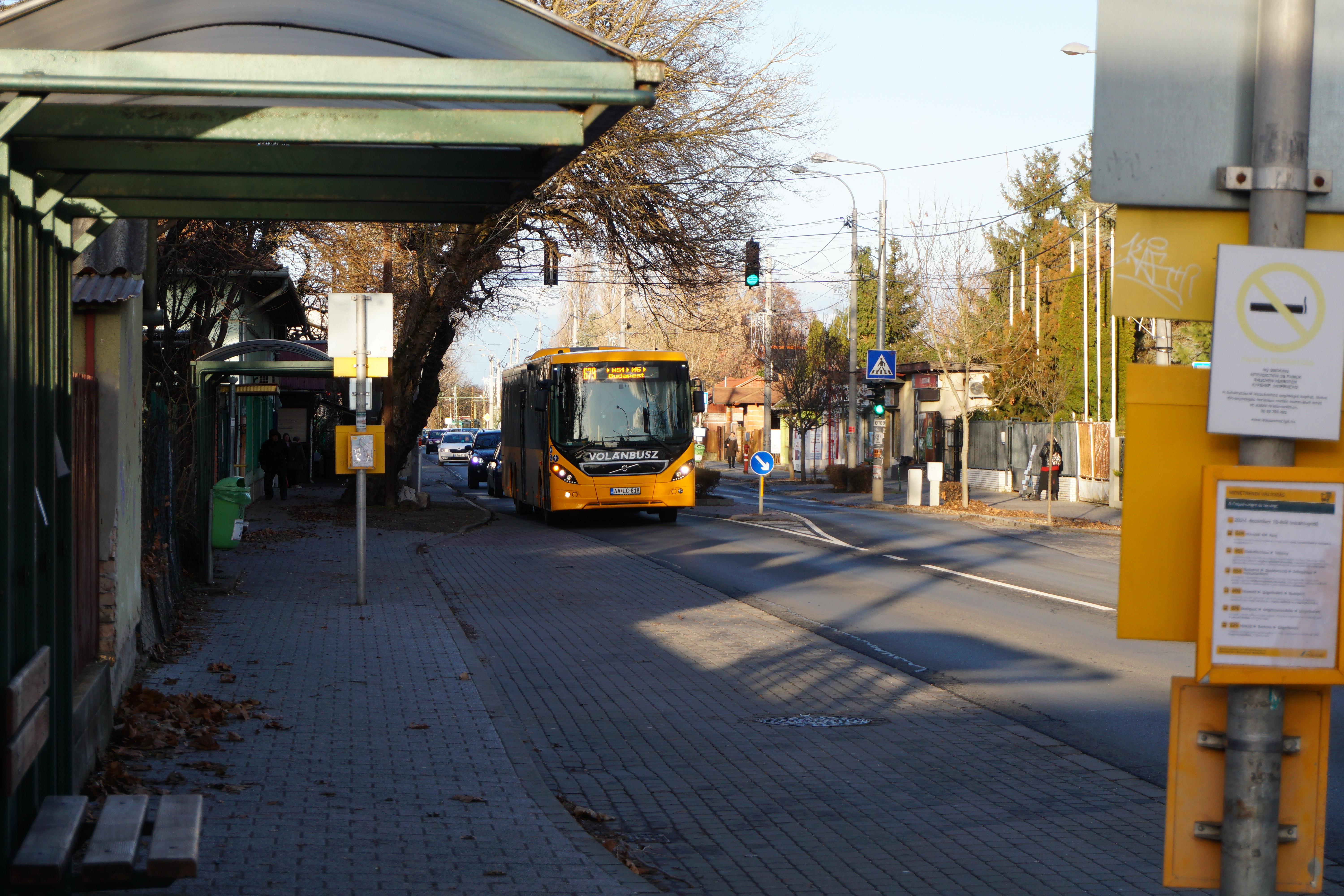
Dunaharaszti, autóbusz állomás.
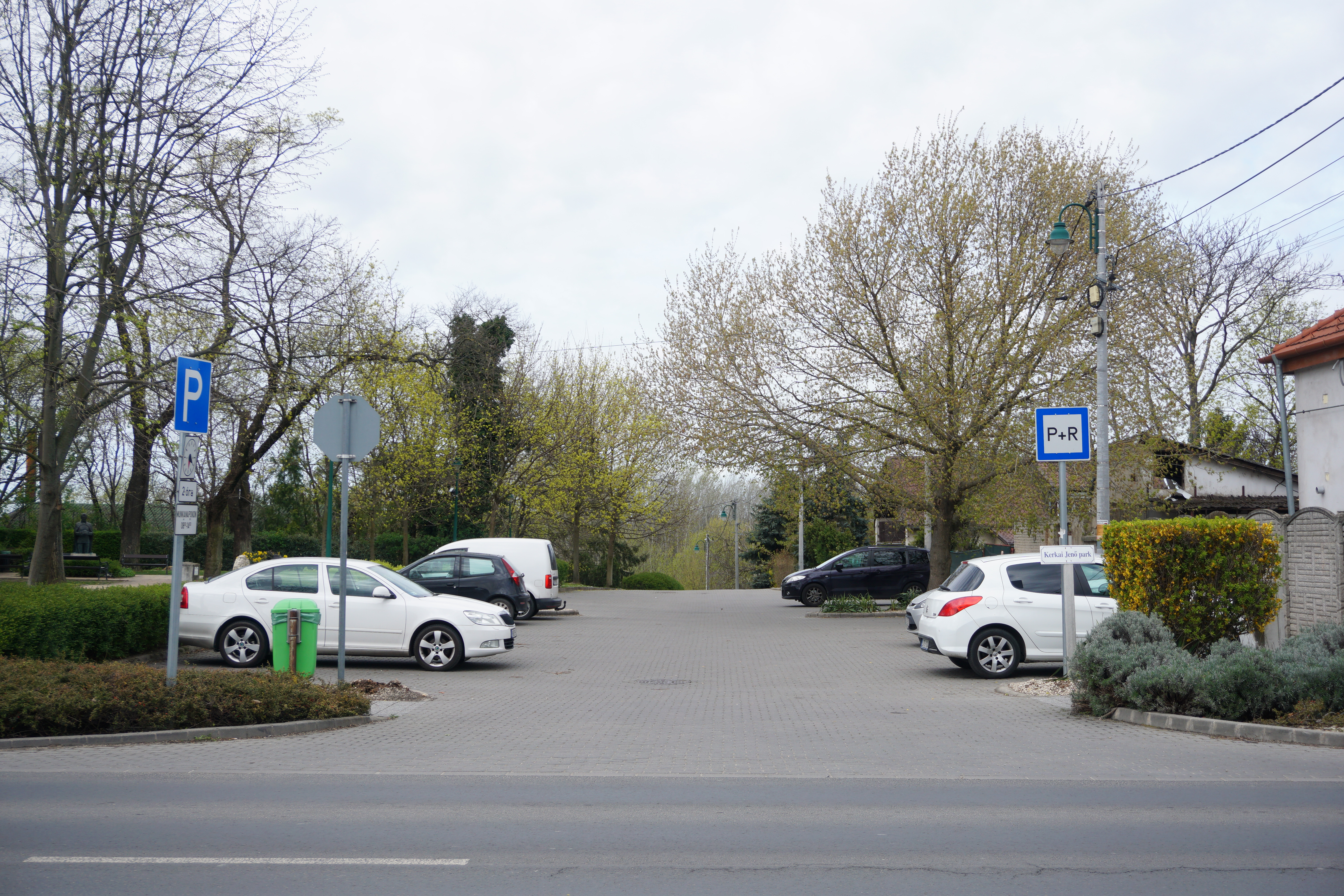
Kerkai Jenő olvasópark, Dunaparti lejárat.

### A hagyományos városi szokások
- A május 16-i német szentmise, amely a város sváb népességéhez szól.
- A dunai gyertyaúsztatás, amely a svábság tutajokon és hajókon való érkezését szimbolizálja.
- A városnapok, Dunaharaszti várossá avatásának ünnepe, minden év szeptemberében rendezik meg.

## Földrajza
A város területe 29,17 km². A település a Budapesti agglomeráció része. Dunaharaszti 7 városrészből áll, Déli Iparterület, Északi iparterület, Kertváros, Ligetváros, Tavas, Óváros és Újhegy. Ezeken belül kisebb egységek találhatók: Alsóváros, Bezerédi-lakópark, Felsőváros, Harasztiszőlők, Hókony, Millenniumtelep, Paradicsomsziget, Petőfitelep, Rákócziliget, Sportsziget.

### Éghajlata
| Hónap                         | Jan. | Feb. | Már. | Ápr. | Máj. | Jún. | Júl. | Aug. | Szep. | Okt. | Nov. | Dec. | Év   |
| ----------------------------- | ---- | ---- | ---- | ---- | ---- | ---- | ---- | ---- | ----- | ---- | ---- | ---- | ---- |
| Átlagos max. hőmérséklet (°C) | 4,0  | 5,0  | 11,0 | 18,0 | 23,0 | 26,0 | 29,0 | 29,0 | 24,0  | 18,0 | 11,0 | 5,0  | 17,0 |
| Átlagos min. hőmérséklet (°C) | −2,0 | −2,0 | 2,0  | 6,0  | 10,0 | 13,0 | 15,0 | 16,0 | 11,0  | 7,0  | 2,0  | −1,0 | 6,5  |
| Átl. csapadékmennyiség (mm)   | 38   | 37   | 33   | 36   | 47   | 45   | 35   | 36   | 30    | 32   | 43   | 43   | 455  |

## Közélete

### Polgármesterei
- 1990–1994: Luttenberger Gusztáv (független)[9]
- 1994–1998: Luttenberger Gusztáv (független)[10]
- 1998–2002: Luttenberger Gusztáv (független)[11]
- 2002–2006: Dr. Szalay László (MSZP-SZDSZ-DVE-DTÉE)[12]
- 2006–2010: Dr. Szalay László (MSZP-SZDSZ-DVE-FHE-DH IPOSZ-D…)[13][14]
- 2010–2014: Dr. Szalay László (LDKE-DKE-DNE-DH IPOSZ-DVE-DSE)[15]
- 2014–2019: Dr. Szalay László (független)[16]
- 2019–2024: Dr. Szalay László (független)[17]
- 2024– : Dr. Szalay László (független)[1]

### A 2024-es önkormányzati választás eredménye
- A polgármester-választás eredménye[18]

| Jelölt neve       | Jelölő szervezet(ek) | Jelölő szervezet(ek) | Szavazatok száma | Szavazatok aránya |
| ----------------- | -------------------- | -------------------- | ---------------- | ----------------- |
| Dr. Szalay László |                      | Független            | 8025             | 77,33%            |
| Tóth Péter        |                      | Független            | 2353             | 22,67%            |
| Összesen          |                      |                      | 10 378           | 100%              |

- A képviselőtestület-választás eredménye[19]

| Párt | Párt          | Mandátumok | Képviselő-testület | Képviselő-testület | Képviselő-testület | Képviselő-testület | Képviselő-testület | Képviselő-testület | Képviselő-testület | Képviselő-testület | Képviselő-testület |
| ---- | ------------- | ---------- | ------------------ | ------------------ | ------------------ | ------------------ | ------------------ | ------------------ | ------------------ | ------------------ | ------------------ |
|      | LDE           | 7          |                    |                    |                    |                    |                    |                    |                    |                    |                    |
|      | Fidesz – KDNP | 2          |                    |                    |                    |                    |                    |                    |                    |                    |                    |
|      | Független     | 2          | P                  |                    |                    |                    |                    |                    |                    |                    |                    |
|      | DK            | 1          |                    |                    |                    |                    |                    |                    |                    |                    |                    |

## Népesség

### Történelmi adatok
A település népessége 1900 után kezdett el rohamosan növekedni. Az 1970-es évektől új lakótelepek és kertesházak épültek, ezáltal a lakosság növekedett. 1980 után a népvándorlás és az idősek halála miatt a nagyközség lakossága - más településekhez hasonlóan - csökkenni kezdett. 2000-ben Dunaharasztit várossá avatták, ekkortól kezdett kezdett növekedni az életszínvonal és az új lakások száma, ami ismételten népességnövekedést eredményezett.
A 2011-es népszámlálás során a lakosok 82,6%-a magyarnak, 0,2% bolgárnak, 1,2% cigánynak, 5,5% németnek, 0,5% románnak mondta magát (17% nem nyilatkozott; a kettős identitások miatt a végösszeg nagyobb lehet 100%-nál). A vallási megoszlás a következő volt: római katolikus 31,7%, református 9,6%, evangélikus 1,4%, görögkatolikus 0,9%, felekezeten kívüli 18,4% (35,4% nem nyilatkozott).
2022-ben a lakosság 88,7%-a vallotta magát magyarnak, 3,6% németnek, 0,8% cigánynak, 0,4% románnak, 0,2% bolgárnak, 0,2% ukránnak, 0,1-0,1% lengyelnek, görögnek, szlováknak, horvátnak és szerbnek, 4,1% egyéb, nem hazai nemzetiségűnek (10,9% nem nyilatkozott; a kettős identitások miatt a végösszeg nagyobb lehet 100%-nál). Vallásuk szerint 24,1% volt római katolikus, 8,8% református, 1,2% evangélikus, 1,1% görög katolikus, 0,1% izraelita, 0,1% ortodox, 2% egyéb keresztény, 0,7% egyéb katolikus, 17,7% felekezeten kívüli (43,9% nem válaszolt).
Dunaharaszti 2022-ben Magyarország 50. legnépesebb települése lett.

## Nevezetességei
- A Városháza (1830-ban épült, klasszicista stílusú) [24] - Földalatti alagúttal összekötve a Laffert-Kúriával
- A Laffert-kúria „Granárium” épülete (1716-ban épült, barokk stílusban) műemlék, felújítva 2010–11-ben [25]
- Katolikus templom (1903-ban épült Jendrassik Alfréd tervei szerint, neogótikus stílusban, Szent István tiszteletére)[26]
- A templomkertben áll az 1716-ban készült Nepomuki Szent János-szobor [27]
- A Kálvária-kápolna (1762-ben a taksonyi és a haraszti lakosok közös erővel emelt kápolnája, 2012-ben felújítva) [28]
- Turul-szobor [29]

## Híres emberek
- Itt született 1857. november 26-án Festetics Andor színész, színházigazgató, író, műfordító
- Itt született 1890. június 24-én erdőbaktai Baktay Ervin festőművész, művészettörténész, orientalista, asztrológus, író, fordító
- Itt halt meg 1909. szeptember 6-án Bartal Antal klasszika-filológus, az MTA tagja
- Itt született 1911. július 16-án Révay Kálmán vezérőrnagy, festőművész, a Sólyom-per egyik áldozata
- Itt született 1922. március 6-án Zelenák Crescencia grafikus, tanár, bélyegtervező
- Itt született 1927. október 9-én Tornai József költő
- Itt született 1930. augusztus 4-én Pintér Tamás író, újságíró, '56-os forradalmár

## Testvérvárosa
- Altdorf bei Nürnberg, Németország[30] (1993 óta)

## Képgaléria

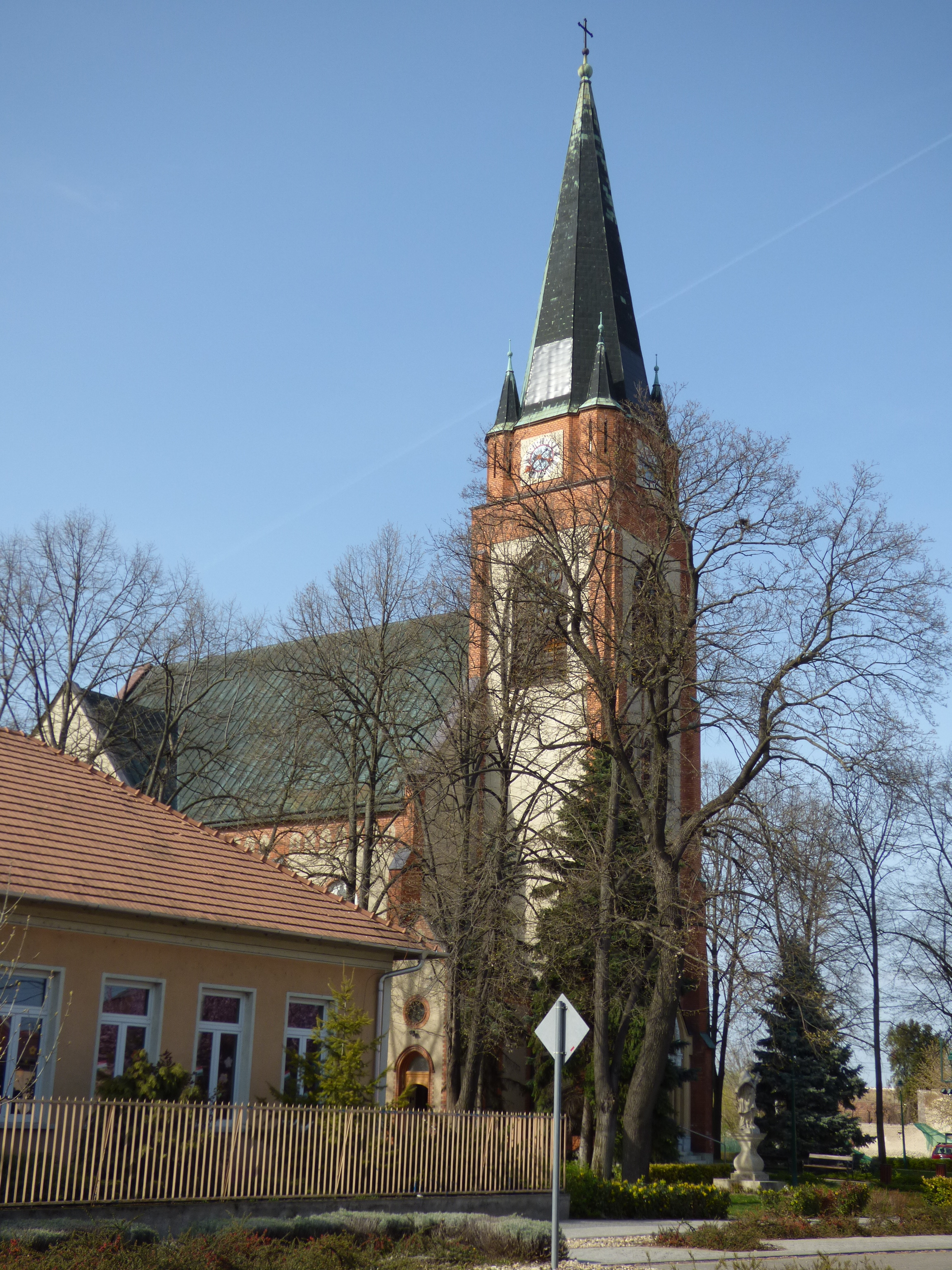
A római katolikus templom déli irányból
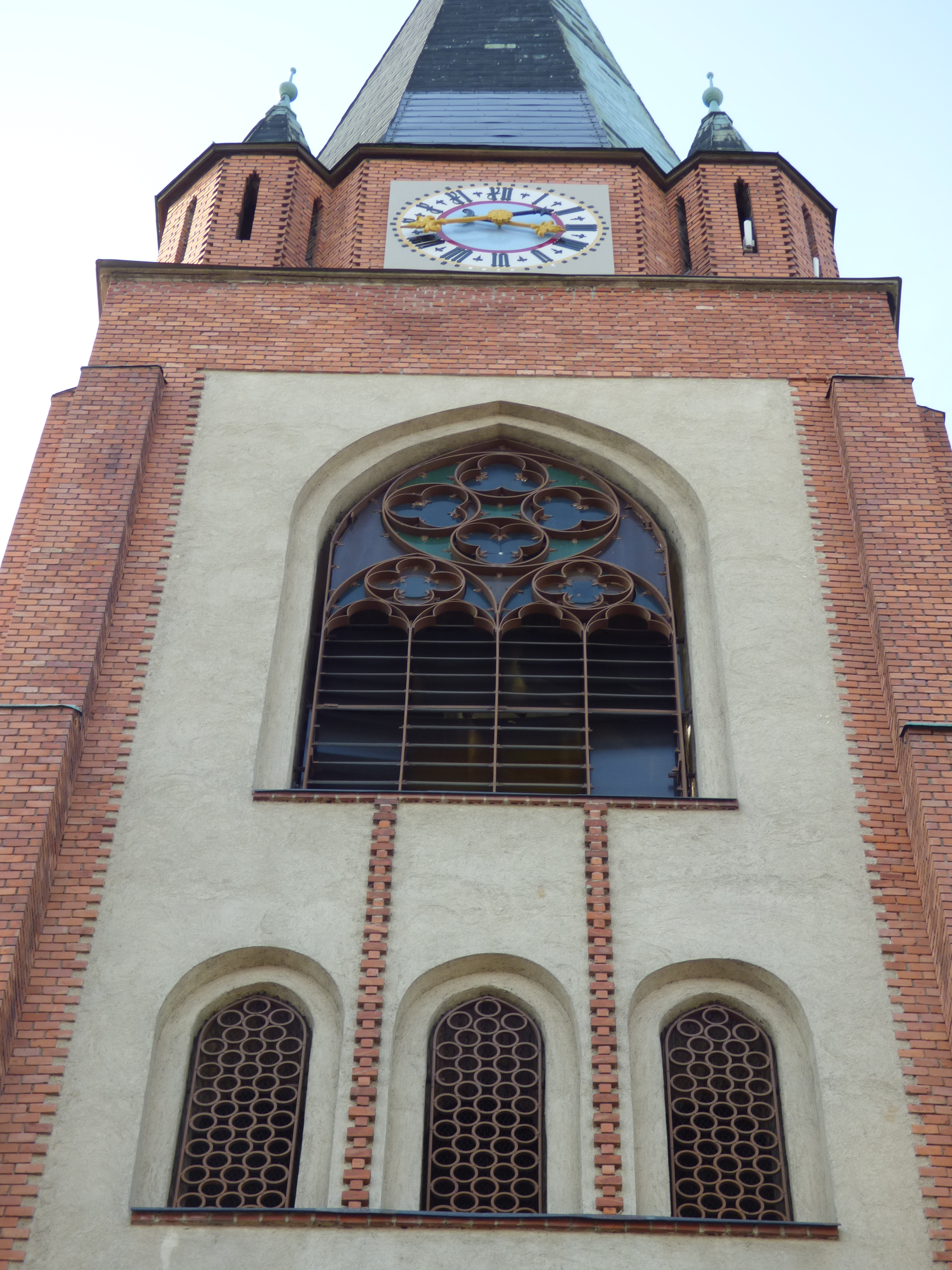
A templom főhomlokzata
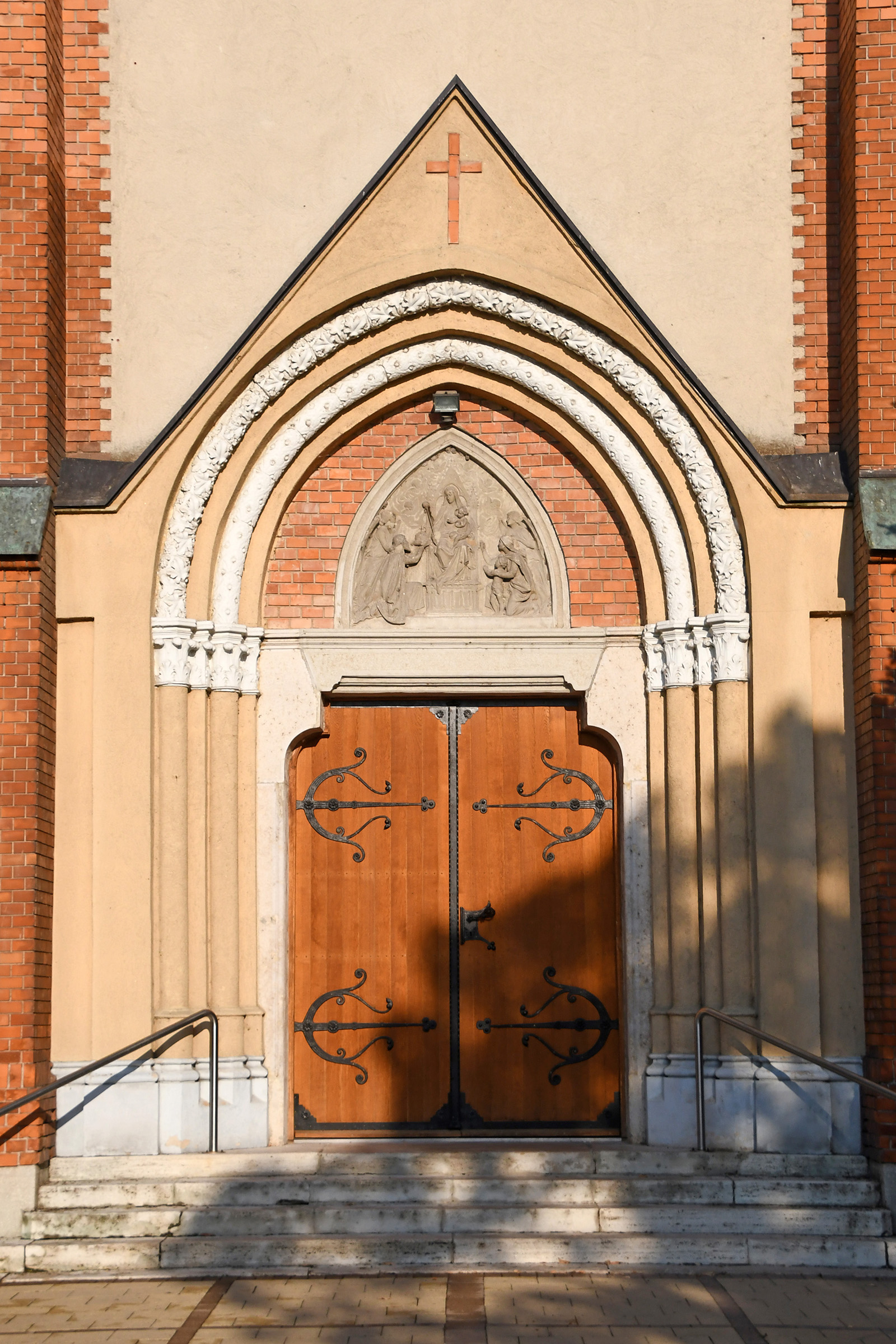
A templom bejárata
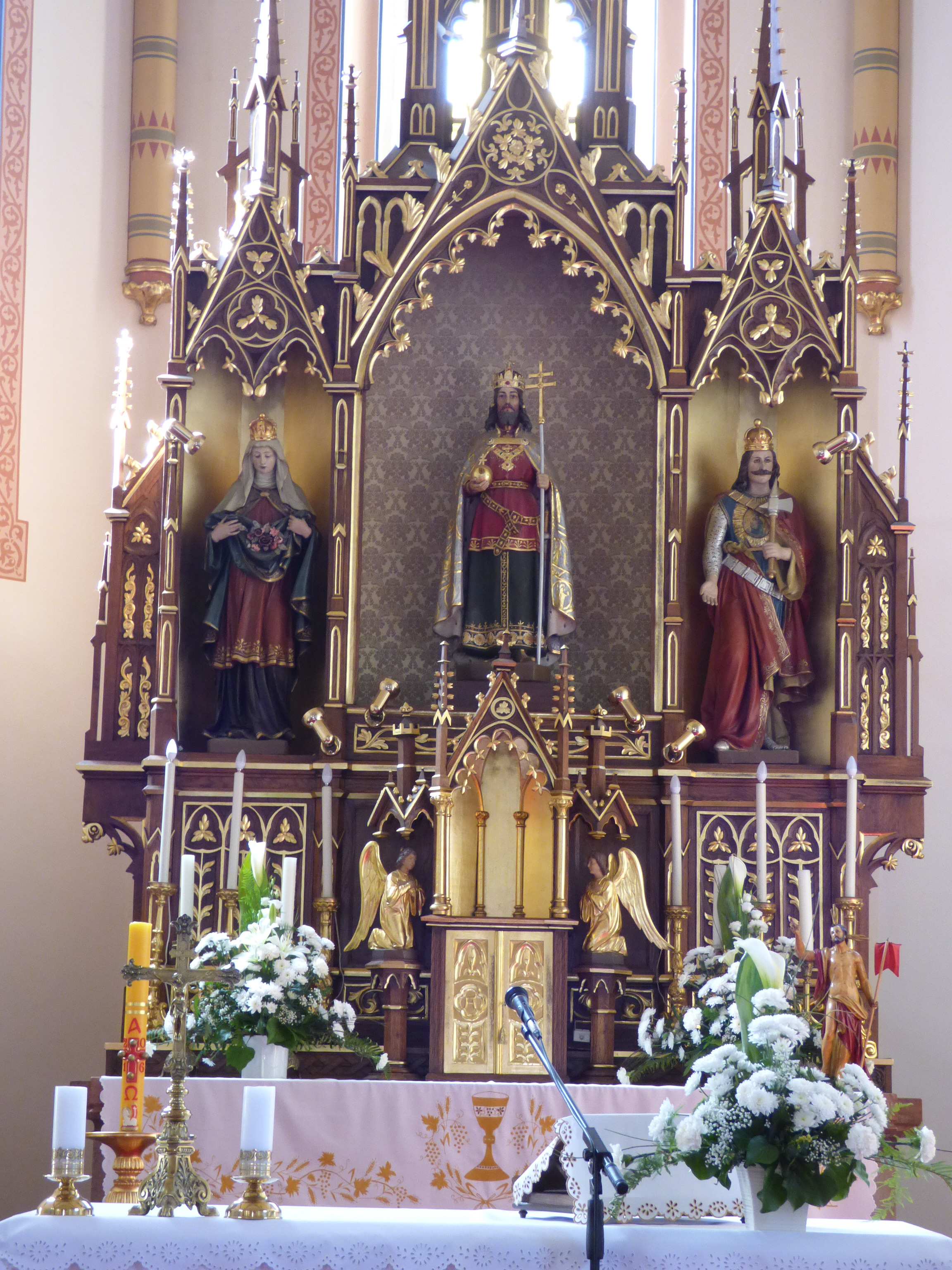
A templom főoltárja
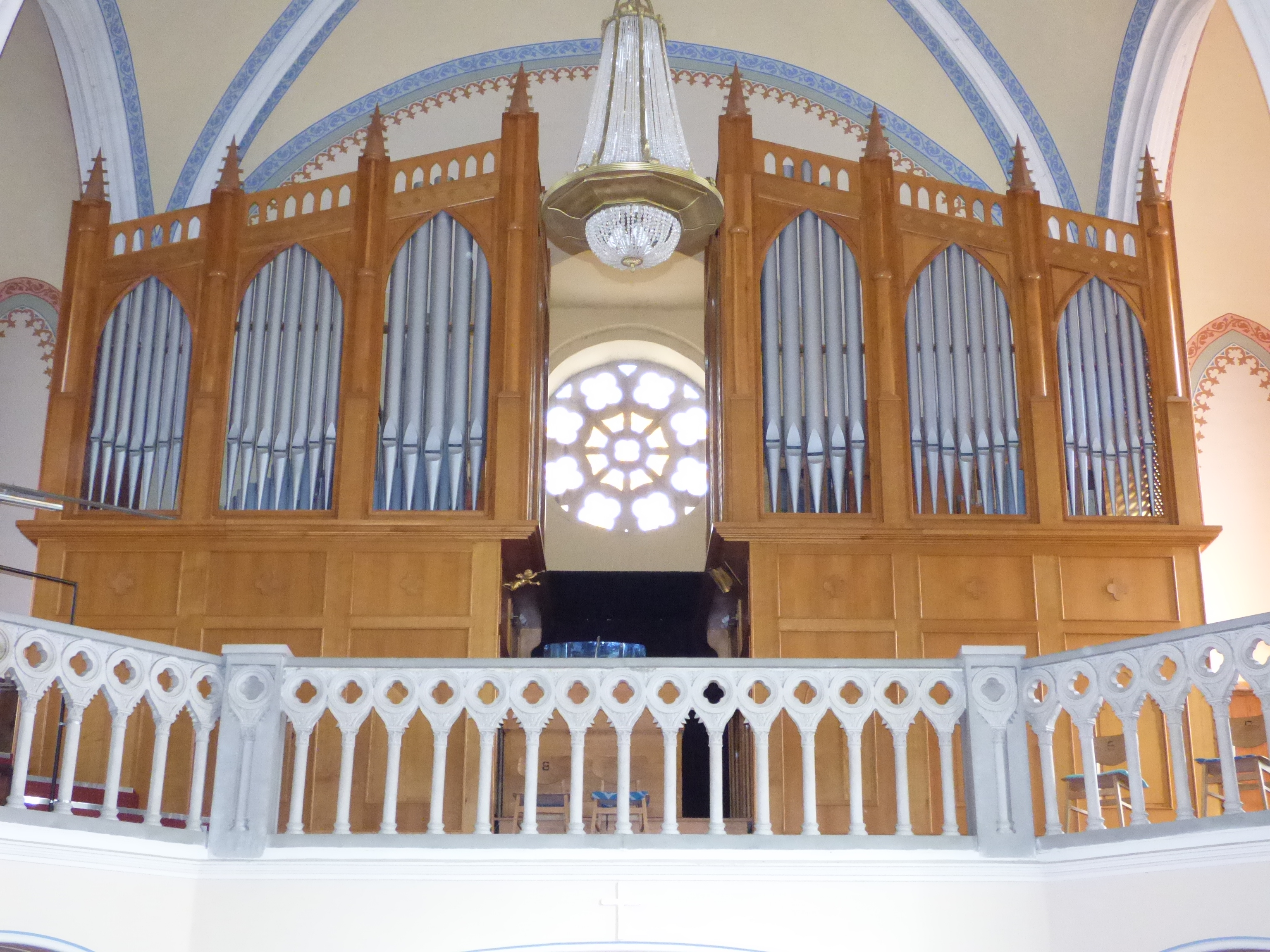
A templomi karzat az orgonával
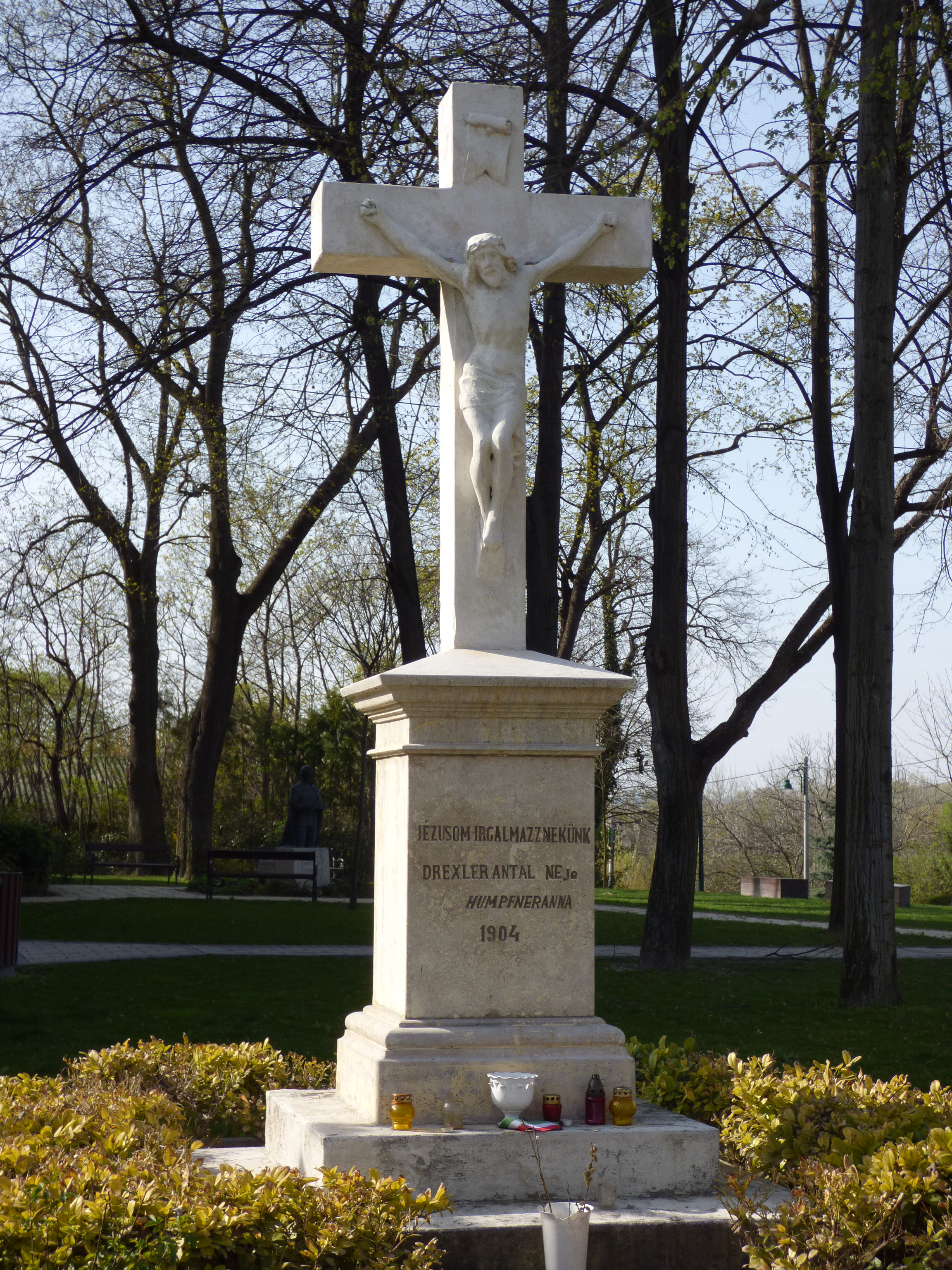
Kereszt a templom előkertjében
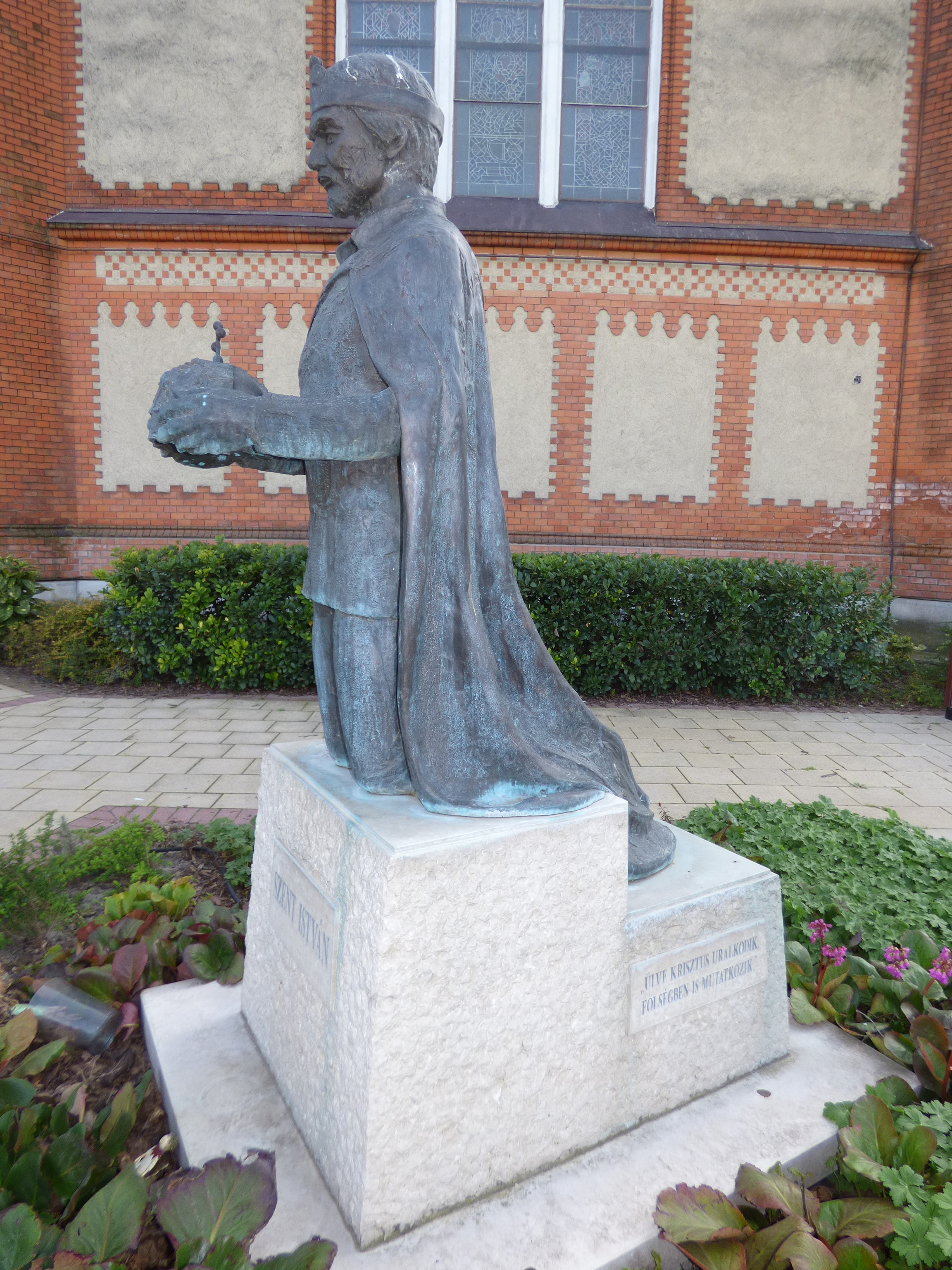
Szent István-szobor a templom északi oldalánál
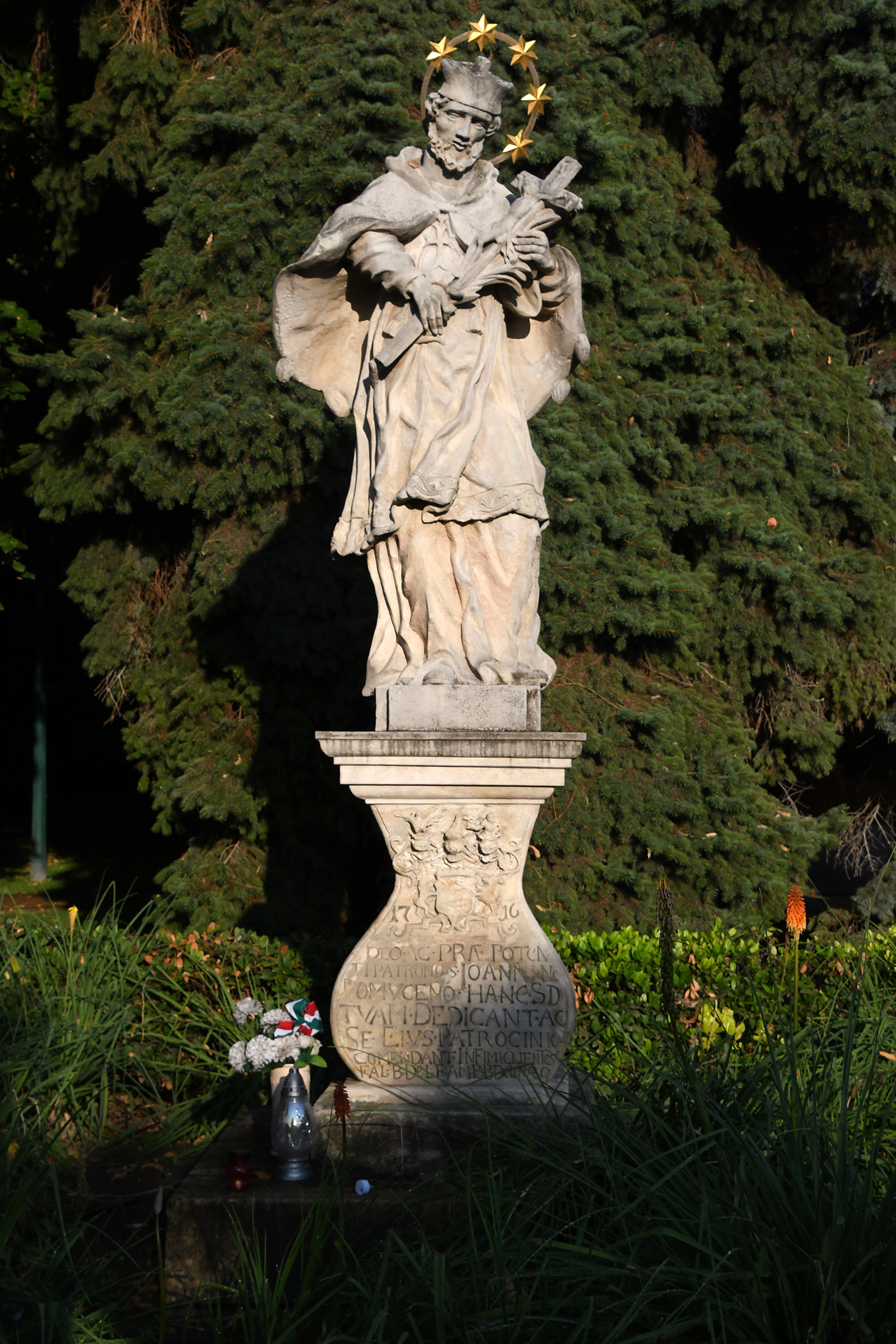
Nepomuki Szent János szobra a dunaharaszti templom előtt